# Real Live
Real Live – album koncertowy nagrany przez Boba Dylana latem 1984 i wydany w tym samym roku w grudniu.

## Historia i charakter albumu
3 grudnia 1984 r. ukazał się kolejny koncertowy album Dylana Real Live. Był on plonem europejskiego tournée Bob Dylana, które rozpoczęło się 28 maja w Weronie we Włoszech a skończyło 8 lipca 1984 r. w Irlandii.
Nie było to samodzielne tournée Dylana. Pięć początkowych koncertów otwierała Joan Baez, a potem drugim wykonawcą był Santana. Dlatego Dylan i Carlos Santana nawzajem odwiedzali się podczas występów i wspólnie wykonywali po kilka piosenek.
Na płytę złożyło się dziesięć utworów nagranych na trzech ostatnich koncertach tury.
W przeciwieństwie do poprzedniego koncertowego Bob Dylan at Budokan, Dylan zdecydował się na podstawowy rockowy skład, w dodatku całkowicie brytyjski.

## Muzycy
- Bob Dylan – gitara, harmonijka, śpiew
- Mick Taylor – gitara
- Ian McLagan – instrumenty klawiszowe
- Greg Sutton – gitara basowa
- Colin Allen – perkusja

Dodatkowo
- Carlos Santana – gitara (10)

## Lista utworów
| 1.  | Highway 61 Revisited        | 5:07  |
|     |                             |       |
| 2.  | Maggie's Farm               | 4:54  |
|     |                             |       |
| 3.  | I and I                     | 6:00  |
|     |                             |       |
| 4.  | License to Kill             | 3:26  |
|     |                             |       |
| 5.  | It Ain’t Me Babe            | 5:17  |
|     |                             |       |
| 6.  | Tangled Up in Blue          | 6:54  |
|     |                             |       |
| 7.  | Masters of War              | 6:35  |
|     |                             |       |
| 8.  | Ballad of a Thin Man        | 3:05  |
|     |                             |       |
| 9.  | Girl from the North Country | 4:25  |
|     |                             |       |
| 10. | Tombstone Blues             | 4:32  |
|     |                             |       |
|     |                             | 50:15 |
|     |                             |       |

## Opis płyty
- Producent – Glyn Johns
- Miejsca i data nagrania

1. 5 lipca 1984 r. St James’ Park, Newcastle upon Tyne, Anglia; [4, 10]
2. 7 lipca 1984 r. Wembley Stadium, Londyn, Anglia; [1, 2, 5, 6, 7, 8]
3. 8 lipca 1984 r. Slane Castle, Irlandia [3, 9]

- Czas – 50 min 15 s
- Firma nagraniowa – Columbia
- Numer katalogowy – CK 39944
- Data wydania – 3 grudnia 1984

## Listy przebojów

### Album
| Rok  | Lista                          | Pozycja |
| ---- | ------------------------------ | ------- |
| 1983 | Billboard USA. Albumy popowe   | 115     |
| 1983 | Melody Maker WB. Albumy popowe | 54      |